# Ognjen Vukojević
Ognjen Vukojević (* 20. prosince 1983) je chorvatský fotbalový trenér a bývalý profesionální fotbalista. Je manažerem chorvatské reprezentace do 20 let, asistentem trenéra ukrajinského Dynama Kyjev a skaut chorvatské seniorské reprezentace.

## Klubová kariéra

### Počátky kariéry
Vukojević začal hrát fotbal v klubu Mladost Ždralovi a následně prošel kluby NK Bjelovar a NK Varteks Varaždin, kde hrál od roku 1996 až do roku 2002, kdy byl po ukončení mládežnické kariéry klubem propuštěn.
V roce 2003 hrál za Slaven Belupo. V roce 2005 přestoupil do belgického týmu Lierse SK, ale nedostal šanci prokázat svůj talent a v prosinci 2005 se rozhodl vrátit se do Chorvatska, kde podepsal smlouvu s Dinamem Záhřeb.

### Dinamo Záhřeb
Vukojević debutoval za Dinamo Záhřeb při výhře 3:0 doma s Međimurje 4. března 2006. Během sezóny 2006/07 se etabloval jako pravidelný hráč klubu, kde si vysloužil přezdívku „dinamský Gattuso“.
Na podzim roku 2006 Vukojević odehrál za Dinamo Záhřeb šest evropských pohárových zápasů, když se objevil ve všech čtyřech kvalifikacích Ligy mistrů UEFA proti Ekranasu a Arsenalu, stejně jako v obou zápasech proti Auxerre v prvním kole Poháru UEFA. Vstřelil jeden gól při výhře Dinama 5:2 doma nad Ekranasem. V první části sezóny 2007/08 se Vukojević objevil ve všech 12 evropských zápasech Dinama Záhřeb, šestkrát se objevil v kvalifikaci Ligy mistrů UEFA a dalších šest utkání odehrál v Poháru UEFA. Vstřelil jeden gól v domácích zápasech Dinama proti Domžale a Werderu Brémy v kvalifikaci Ligy mistrů UEFA, stejně jako oba góly ve skupinové fázi Poháru UEFA (vyrovnávací gól při porážce 2:1 v Brannu a úvodní gól při remíze 1:1 v Rennes).
V sezóně 2007/08 za Dinamo Záhřeb v Prva HNL vstřelil 11 gólů ve 29 ligových zápasech a klub vyhrál svůj třetí ligový titul v řadě. Během jeho působení v Dinamu Záhřeb klub také vyhrál dva po sobě jdoucí tituly chorvatského fotbalového poháru.

### Dynamo Kyjev
Dne 26. května 2008 podepsal Vukojević pětiletou smlouvu s Dynamem Kyjev. V ukrajinské Premier League debutoval 19. července 2008 při výhře Dynama 2:0 doma nad Mariupolem a rychle se etabloval jako pravidelný hráč klubu.
Vukojević také pomohl Dynamu dostat se do skupinové fáze Ligy mistrů UEFA, když se objevil ve všech čtyřech kvalifikačních zápasech proti Drogheda United a Spartaku Moskva. Ve svém prvním zápase ve skupinové fázi Ligy mistrů UEFA, remíze 1:1 doma s Arsenalem, vybojoval penaltu poté, co byl faulován Bacarym Sagnou, přičemž Ismaël Bangoura vstřelil úvodní gól zápasu z penalty.
Dne 4. října 2008 vstřelil Vukojević svůj první gól za Dynamo Kyjev, když vsítil úvodní branku při výhře 4:0 na hřišti Charkova v ukrajinské Premier League. Poté se objevil ve všech šesti zápasech skupiny Ligy mistrů UEFA Dynama Kyjev a pomohl klubu ke třetímu místu ve skupině, jež mu zajistilo pokračování v Poháru UEFA. Dne 12. března 2009 vstřelil Vukojević svůj první gól za Dynamo Kyjev na evropské klubové scéně, když v prvním zápase osmifinále proti Metalist Charkov vsítil vítězný gól (1:0). Druhý zápas vynechal, protože byl vykartován, ale Dynamo i přes to postoupilo díky pravidlu venkovních gólů a zajistilo si místo ve čtvrtfinále. Během druhého čtvrtfinálového zápasu proti Paris Saint-Germain vstřelil poslední gól při výhře 3:0 a pomohl týmu k celkové výhře 3:0.

### Spartak Moskva
Po ztrátě pozice v základní sestavě Dynama Kyjev byl Vukojević poslán na hostování do ruského Spartaku Moskva do konce sezóny 2012/13.

### Dinamo Záhřeb
Dne 11. srpna 2014 se Vukojević vrátil zpět do Dinama Záhřeb na sezónní hostování.

## Reprezentační kariéra
Vukojević byl poprvé povolán do chorvatského národního týmu v srpnu 2007. Na mezinárodní scéně debutoval 16. října 2007 při výhře Chorvatska 3:0 v přátelském utkání proti Slovensku, nastoupil jako náhradník v poločase a vstřelil svůj první reprezentační gól pouhé dvě minuty před koncem druhé půle, čímž Chorvatsku zajistil vedení 2:0. Soutěžní debut v chorvatské reprezentaci přišel při porážce 2:0 na hřišti Makedonie v kvalifikaci na Euro 2008, kdy přišel na posledních 15 minut zápasu z lavičky, aby nahradil Nika Kranjčara.
Vukojević byl také součástí chorvatského týmu na Euru 2008 v Rakousku a Švýcarsku, kde se objevil ve dvou ze čtyř zápasů týmu. Přišel jako pozdní náhradník za Ivicu Oliće v úvodním zápase Chorvatska proti Rakousku a odehrál všech 90 minut v posledním zápase skupiny proti Polsku. Chorvatsko vyhrálo oba tyto zápasy 1:0.
Poprvé se objevil v kvalifikaci na Mistrovství světa ve fotbale 2010 při bezbrankové remíze Chorvatska na Ukrajině 11. října 2008 a také se objevil při jejich výhře 4:0 doma s Andorrou o čtyři dny později, když byl v základní sestavě pro oba tyto zápasy.
Dne 27. června 2014 Vukojević oznámil ukončení reprezentační kariéry.

### Reprezentační góly
| Pořadí | Datum           | Místo                                  | Soupeř     | Skóre | Výsledek | Soutěž                                            |
| ------ | --------------- | -------------------------------------- | ---------- | ----- | -------- | ------------------------------------------------- |
| 1.     | 16. října 2007  | Kantrida Stadium, Rijeka, Chorvatsko   | Slovensko  | 2–0   | 3–0      | Přátelský zápas                                   |
| 2.     | 14. října 2009  | Astana Arena, Astana, Kazachstán       | Kazachstán | 0–1   | 1–2      | Kvalifikace na Mistrovství světa ve fotbale 2010  |
| 3.     | 2. září 2011    | Ta'Qali Stadium, Ta' Qali, Malta       | Malta      | 0–1   | 1–3      | Kvalifikace na Mistrovství Evropy ve fotbale 2012 |
| 4.     | 25. května 2012 | Stadion Aldo Drosina, Pula, Chorvatsko | Estonsko   | 3–0   | 3–1      | Přátelský zápas                                   |

## Trenérská kariéra
Dne 10. května 2019 byl Vukojević jmenován manažerem chorvatského národního týmu do 20 let.

## Úspěchy

### Dinamo Záhřeb
- Prva HNL: 2005/06, 2006/07, 2007/08, 2014/15
- Chorvatský pohár: 2006/07, 2007/08, 2014/15
- Chorvatský Superpohár: 2006

### Dynamo Kyjev
- Ukrajinská Premier League: 2008/09
- Ukrajinský pohár: 2013/14
- Ukrajinský Superpohár: 2009, 2011